# On se retrouvera (téléfilm)
On se retrouvera est un téléfilm français réalisé par Joyce Buñuel et diffusé pour la première fois le 18 juin 2015 sur TF1. Il est adapté du roman du même nom (2013) de Laëtitia Milot, cette dernière jouant d'ailleurs le rôle du personnage principal, Margot.

## Synopsis
À 30 ans, Margot dirige, avec son amie et associée Alice, une entreprise de décoration de jardin dans un petit village des landes. Un jour, elle reçoit un appel et apprend que sa mère est à l'hôpital. Margot accourt de suite mais sa mère lui fait une fois de plus promettre de ne surtout jamais chercher à savoir qui est son père. Une fois de plus, Margot refuse de faire cette promesse mais sa mère meurt peu de temps après. En débarrassant la maison où elle a grandi, Margot découvre un journal écrit par sa mère et réalise avec horreur qu'elle est le fruit d'un viol collectif. Margot décide alors de retrouver les auteurs de cette agression mais se heurte, de la part de certains villageois, à une féroce hostilité. N'écoutant pas sa propre tante qui essaye de la dissuader, au nom de la relative tranquillité du coin, de poursuivre son enquête, Margot s'obstine à fouiller partout et à déterrer le passé mais elle commence à subir des pressions et des menaces de représailles et de mort.

## Distribution[2]
- Laëtitia Milot : Margot Bellot
- Alexandre Varga : Gabriel
- Annie Grégorio : Nanou
- Laure Killing : Joëlle
- Joy Esther : Alice
- Xavier de Guillebon : Père Hugues Bricard (adulte)
- Guy Lecluyse : Jean-Christophe Latour (adulte)
- Camille Claris : Christiane  Bellot (à 20 ans)
- Hugo Brunswick : JB (jeune)
- Nathalie Grandhomme : Christiane Bellot (adulte), la mère de Margot
- Schemci Lauth : Jean-Christophe Latour (jeune)
- Philippe Chatard : Hugues Bricard (jeune)
- Adèle Cazaux : Margot Bellot (à 10 ans)
- Michel Théboeuf :	Capitaine Ransac
- Mathilda May : Lieutenant Janson
- Vincent Winterhalter : Roland
- Jean-Marc Noirot-Cosson : Peyo le palefrenier

## Audience
Le téléfilm a été suivi par 7,01 millions de téléspectateurs lors de sa diffusion sur TF1, soit 30,1 % de part de marché dont 31,0 % des femmes de moins de 50 ans.